# Aleksander Tammert
Aleksander Tammert, född 2 februari 1973, Tartu, Sovjetunionen, är en estnisk friidrottare (diskus). Aleksanders far (som också heter Aleksander) var sovjetisk juniormästare i kula 1966. Under 2000-talet har Tammert tillhört världstoppen i diskus med en tredje plats som bäst i såväl EM som OS.

## Personliga rekord
- Diskus - 70,82
- Kula   - 18,05